# Lauren Anderson
Lauren Anderson (Houston, 19 februari 1965) is een Amerikaanse voormalige balletdanseres en balletlerares. Zij was een van de eerste zwarte Amerikaanse prima ballerina's. Ze danste van 1983 tot 2006 bij het Houston Ballet, en werd daar in 1990 benoemd tot prima ballerina.
Anderson kwam in 1983 bij het Houston Ballet en werd een prima ballerina in 1990. Ze was de tweede Afrikaans-Amerikaanse vrouwelijke balletdanser die bij een groot Amerikaans balletgezelschap prima ballerina werd, acht jaar na Debra Austin bij het Ballet van Pennsylvania.
Haar uitvoering van de titelrol in Cleopatra gaf haar internationale erkenning. Ze heeft ook werken uitgevoerd van o.a. George Balanchine en sir Kenneth MacMillan. Anderson danste als eerste de rol van Cleopatra in het gelijknamige ballet van Ben Stevenson, en haar uitvoering ontving lovende kritieken.
Anderson ging in 2006 met pensioen. In januari 2007 werd ze een outreach-medewerker bij de afdeling educatie van het Houston Ballet. In die hoedanigheid geeft ze balletlessen aan de academie van Houston Ballet en geeft ze masterclasses op scholen in de omgeving van Houston. Ze is ook veelgevraagd als docent op het gebied van ballet.